# Petr Beckmann
Petr Beckmann (Prága, 1924. november 13. – Boulder (Colorado), 1993. augusztus 3.) villamosmérnök professzor volt, aki a szabadelvűség és az atomenergia ismert szószólója lett. Élete későbbi szakaszában vitatta Albert Einstein relativitáselméletét és a modern fizikában elfogadott egyéb elméleteket.

## Életrajza
1939-ben, amikor Beckmann 14 éves volt, családja a nácik elől elmenekült prágai otthonából, Csehszlovákiából. 1942 és 1945 között a Brit Királyi Légierő cseh századában szolgált. Radarszerelőként dolgozott az újonnan feltalált radarrendszereken, amelyek segítettek Nagy-Britanniának megnyerni az atlanti csatát. BSc fokozatot kapott 1949-ben, PhD-t 1955-ben, D.Sc.-t 1962-ben, mind a prágai Cseh Tudományos Akadémia elektrotechnikai szakán. 1963-ban disszidált az Egyesült Államokba, és a Colorado Egyetem elektromérnöki professzora (később emeritusa) lett. Az Egyesült Államokban megismerkedett Ayn Rand regényíróval, az ő gondolatainak szentelt kiadvány, a The Intellectual Activist közreműködő szerkesztőjével, valamint a Thomas Jefferson School, egy hasonló célú értelmiségi konferencia előadójával.
Beckmann termékeny szerző volt; több elektrotechnikai szakkönyvet, valamint a valószínűségelméletről és az elektromágneses hullámterjedésről szóló publikációt és más, nem műszaki művet írt. 1968-ra megalapította a Golem Presst, amely a legtöbb könyvét kiadta. A Golem Press könyvei közé tartozik a The Health Hazards of Going Nuclear (1976), amely az atomenergia mellett érvelt az atomenergia-ellenes mozgalom csúcspontján azzal, hogy "almát az almával" hasonlította össze az atomenergia kockázatait az alternatív áramforrások kockázataival (pl. halálozás terawattóránként). Beckmann megírta az A History of Pi-t is, dokumentálva a π számításának történetét. A könyv a római kultúrával, a katolicizmussal (és más vallásokkal), a nácizmussal és a kommunizmussal szembeni ellenállást is kifejezi. Kiadta saját havi hírlevelét Access to Energy címmel, amelyet 1993 szeptembere óta Arthur B. Robinson biokémikus ír.
1981-ben korkedvezményes nyugdíjba vonult emeritus státuszával, hogy teljes mértékben a tudomány, a technológia és a szabad vállalkozás védelmének szentelje magát az Access to Energy című hírlevele révén. 1967-ben megalapította a Golem Presst, amely több mint kilenc könyvet adott ki. Ezek közé tartozott a The History of π, az Einstein Plus Two és a The Health Hazards of Going Nuclear (Teller Ede bevezetőjével). Mintegy 60 tudományos cikket és nyolc szakkönyvet írt. Az Egyéni Szabadság Nemzetközi Társaságának (ISIL) 1990-es San Franciscó-i konferenciáján felszólalt, ahol nagy tapsot kapott a beszéde, amelyben "ál-környezetvédőket" támadott.
Beckmann gyakori résztvevője volt a Usenet vitáknak is. Ezekben azt állította, hogy megdöntötte Albert Einstein speciális relativitáselméletét Einstein Plus Two című könyvében, valamint a szintén általa alapított Galilean Electrodynamics folyóiratban.

## Könyvei
- Probability in Communication Engineering – New York: Harcourt, Brace & World. 1967. OCLC {{{565718}}}.
- Elements of Applied Probability Theory – New York: Harcourt, Brace & World. 1968.
- Depolarization of Electromagnetic Waves – Boulder, CO: Golem Press. 1968. ISBN 99957-1-158-3
- Whispered Anecdotes: Humor from Behind the Iron Curtain – Boulder, CO: Golem Press. 1969. ISBN 0-911762-04-3
- A History of π – Boulder, CO: Golem Press. 1971. ISBN 0-911762-12-4
- The Structure of Language: A New Approach – Boulder, CO: Golem Press. 1972. ISBN 0-911762-13-2
- Eco-hysterics & the Technophobes – Boulder, CO: Golem Press. 1973. ISBN 0-911762-15-9
- Orthogonal Polynomials for Engineers and Physicists – Boulder, CO: Golem Press. 1973. ISBN 0-911762-14-0
- Elementary Queuing Theory and Telephone Traffic – New York: Flatiron Pub. 1976. ISBN 0-686-98072-7
- The Health Hazards of Not Going Nuclear – Boulder, CO: Golem Press. 1977. ISBN 0-911762-17-5
- Hammer and Tickle: Clandestine Laughter in the Soviet Empire – Boulder, CO: Golem Press. 1980. ISBN 0-911762-20-5
- Einstein Plus Two – Boulder, CO: Golem Press. 1987. ISBN 978-0-911762-39-6
- Scattering of Electromagnetic Waves from Rough Surfaces – New York: Artech House Publishers. 1987. ISBN 0-89006-238-2 (with coauthor A. Spizzichino)
- Musical Musings – Boulder, CO: Golem Press. 1989. ISBN 978-0-911762-40-2

### Magyarul megjelent
- A pi története (A History of Pi) – Typotex, Budapest, 2022 · ISBN 9789634932031 · Fordította: Gerner József

## Fordítás
- Ez a szócikk részben vagy egészben  a   Petr Beckmann című angol Wikipédia-szócikk fordításán alapul.  Az eredeti cikk szerkesztőit annak laptörténete sorolja fel. Ez a jelzés csupán a megfogalmazás eredetét és a szerzői jogokat jelzi, nem szolgál a cikkben szereplő információk forrásmegjelöléseként.